# 瑪爾塔·露西亞·拉米雷斯
瑪爾塔·露西亞·拉米雷斯（西班牙語：Marta Lucía Ramírez，1954年7月4日—）是哥伦比亚律師、從政者，2018年當選哥倫比亞副總統，2021年起兼任外交部長。她是哥倫比亞歷史上首位女性副總統。
她於1998年至2002年擔任哥倫比亞外貿部長。2002年至2003年任國防部長。2006年當選參議員。2009年為了角逐哥伦比亚保守党的2010年總統參選人提名，辭任參議員。她最終未能贏得黨內提名。在2014年總統選舉，她終於成功取得保守黨提名，但在首輪投票落敗。

## 荣誉

### 外国勋章奖章
- 旭日大绶章（日本，2022年11月3日公布[3]）

## 外部連結
- Biography by CIDOB （页面存档备份，存于）